# Iulius Mall Cluj

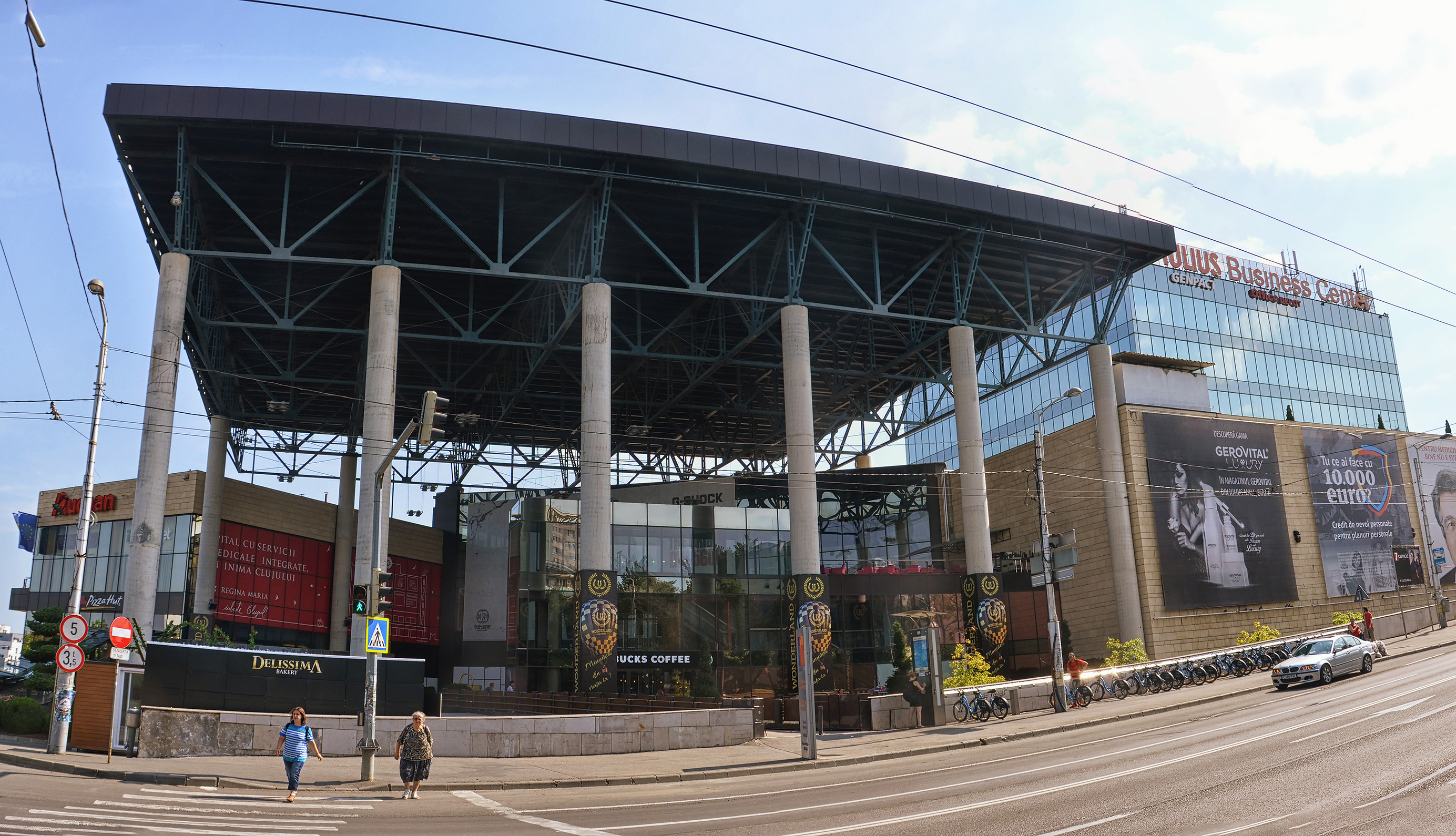
Iulius Mall Cluj în august 2018

Iulius Mall Cluj este un centru comercial din Cluj-Napoca, situat în partea estică a orașului, la 15 minute distanță de Aeroportul Internațional Cluj. A fost inaugurat la data de 10 noiembrie 2007, la putin timp după Polus Center Cluj, primul mall deschis în Cluj-Napoca.
Iulius Mall Cluj este al treilea mall deschis de compania Iulius Group, după cele de la Iași și Timișoara, și a necesitat investiții de 60 de milioane de euro. Este prima clădire din România cu parcare pe terasă.
Mall-ul are o suprafață totală de 147.000 metri pătrați și o suprafață închiriabilă de 41.000 mp.
Centrul comercial găzduiește 190 de retaileri, dintre care cei mai mari sunt hipermarketul Auchan, Cinema City, Kids Land Club, World Class cu o sală de fitness și o piscină.
Deține o parcare cu 2.230 de locuri.
În primul an de la deschidere, peste 11,5 milioane de persoane au vizitat Iulius Mall Cluj.